# Václav Zahradník
Václav Zahradník (* 29. Januar 1942 in Prag; † 28. Juni 2001 ebenda) war ein tschechischer Dirigent, Komponist und Arrangeur.

## Leben und Wirken
Zahradník besuchte zunächst die Ingenieurschule, bevor er seine Studien am Prager Konservatorium fortsetzte. Dort studierte er Komposition bei František Kovaříček und Zdeněk Hůla und Dirigieren bei František Hertl. Während seiner Studentenzeit arbeitete er als Pianist und musikalischer Leiter im Theater von Jiří Wolker. Auch spielte er im Ensemble Quax von Petr Kotík. Einer breiteren Öffentlichkeit wurde er bekannt als Songwriter und Arrangeur der tschechischen Rockband The Rebels, die 1968 das Album Šípková Růženka  einspielte. Zahradník war auch an zahlreichen Jazzprojekten als Bigband-Leiter und Arrangeur beteiligt. So nahm er 1969 mit einer von ihm geleiteten Studio-Bigband das Album Jazz Goes to Beat auf. Mit seinem Orchester, zu dem für Studioproduktionen teilweise auch westeuropäische Musiker wie John Surman oder Amerikaner wie Barre Phillips und Stu Martin gehörten, begleitete er auch Karel Gott und später Josef Plíva (Fairy-Tales in Beat, 1975).
Zwischen 1973 und 1990 war er Chefdirigent des Orchesters des Tschechoslowakischen Fernsehens, mit dem er vor allem an musikalischen Unterhaltungsprogrammen teilnahm. Daneben komponierte er die Musik zu zahlreichen Filmen und nahm sie auch auf, etwa zu dem Spielfilm Schneemänner mit Herz (S tebou mě baví svět, 1982) von Marie Poledňáková und von Fernsehfilmen. Daneben schrieb er Jazzkompositionen und Musicals, etwa Mazlíčkové (1974) oder Babylónská věž (1975). Weiterhin arrangierte er Filmmusiken für das Tschechische Philharmonische Orchester und andere Sinfonieorchester.
Sein Sohn Jakub Zahradník ist ebenfalls als Jazzmusiker tätig.

## Diskographische Hinweise
- Václav Zahradník & His East All Star Band (mit Simeon Shterev, Dan Mândrilă, Mihály Ráduly, Ozren Depolo, Raimond Raubischko, Václav Maňas, Andrzej Brzeski, Hubert Katzenbeier, Zdeněk Pulec, Rudolf Dašek, Klaus Koch, Andrzej Dabrowski, 1970)
- Václav Zahradník Euro Jazz (mit Miroslav Bureš, Jaroslav Lautner, Jiří Izera, Dizzy Reece, Slide Hampton, Zdeněk Pulec, Jan Hyncica, Erich Kleinschuster, Lumír Zrucký, Vladimír Boucjalova, Emanuel Hrdina, Petr Fleischer, Ozren Depolo, Ernst-Ludwig Petrowsky, Johnny Griffin, Mihaly Raduly, Ronnie Ross, Karel Velebný, Vince Benedetti, Rudolf Dašek, Klaus Koch, Billy Brooks, 1972)
- Václav Zahradník & Prague Television Orchestra featuring Rudolf Dašek, Georgi Garanian, Peter Hurt, Albert Mangelsdorff, Jiří Stivín, Jan Talich Interjazz 6 (mit Emil Viklický, Jakub Zahradník, Ivan Matějček, Ivan Zelenka, Jan Hynčica, Jaromír Dušek, Jiří Sušický, Jan Burian, Miroslav Huja, Miroslav Jelínek, Miroslav Šoltész, Robert Balzar, Ivan Smažík, u. a., 1988)

## Filmografie

### Filme
- 1977: Wie man einem Wal den Backenzahn zieht (Jak vytrhnout velrybě stoličku)
- 1978: Wie man den Vater in die Besserungsanstalt bekommt (Jak dostat tatínka do polepšovny)
- 1983: Schneemänner mit Herz (S tebou mě baví svět)
- 1997: Rumpelstilzchen & Co. (Rumplcimprcampr)

### Serien
- 1974–1976: Wickie und die starken Männer (musikalische Leitung)
- 1975–1987: Der Rohrspatz (Rákosníček)
- 1988: Malé dějiny jedné rodiny